# 木村元子 (医学者)
木村 元子（きむら もとこ）は、日本の医学者。千葉大学大学院医学研究院免疫発生学准教授。

## 主な略歴
- 1993年 東京理科大学基礎工学部生物工学科卒業
- 1999年 東京理科大学大学院生命科学研究科修士課程修了
- 1999年 千葉大学大学院医学研究院博士課程修了
- 2002年 医学博士取得
- 2002年 千葉大学大学院医学研究院・助手
- 2006年 米国国立衛生癌研究所・ポストドクトラルフェロ－
- 2011年 米国国立衛生癌研究所・研究員
- 2014年 千葉大学大学院医学研究院・特任准教授
- 2016年 千葉大学大学院医学研究院・准教授

## 主な所属学会
- 日本免疫学会
- 日本分子生物学会
- 日本癌学会など